# Główna Komisja Ścigania Zbrodni przeciwko Narodowi Polskiemu
Główna Komisja Ścigania Zbrodni przeciwko Narodowi Polskiemu – część prokuratury, stanowiąca naczelną komórkę pionu śledczego Instytutu Pamięci Narodowej – Komisji Ścigania Zbrodni przeciwko Narodowi Polskiemu.

## Historia
Pierwszymi instytucjami badającymi niemieckie zbrodnie nazistowskie na terenie Polski były działająca od 18 do 25 sierpnia 1944 Polsko-Radziecka Komisja dla Zbadania zbrodni popełnionych w obozie koncentracyjnym na Majdanku oraz działające od jesieni 1944 Miejska Komisja do badania zbrodni niemieckich w Warszawie i Wojewódzka Komisja do badania zbrodni niemieckich w Warszawie.
Najwcześniejszym protoplastą dzisiejszej Komisji była Główna Komisja Badania Zbrodni Niemieckich w Polsce – instytucja państwowa działająca w latach 1945–1949 przy Ministerstwie Sprawiedliwości na podstawie dekretu (Rady Ministrów) z dnia 10 listopada 1945 o Głównej Komisji i Okręgowych Komisjach Badania Zbrodni Niemieckich w Polsce (Dz.U. z 1945 r. nr 51, poz. 293), która od chwili powstania aktywnie współpracowała z Komisją Narodów Zjednoczonych do spraw Zbrodni Wojennych (UNWCC) z siedzibą w Londynie. Przewodniczącym Głównej Komisji był Minister Sprawiedliwości, który powoływał członków Głównej Komisji oraz przewodniczących Okręgowych Komisji Badania Zbrodni Niemieckich w Polsce. Członków Okręgowych Komisji powoływał przewodniczący Okręgowej Komisji. Minister Bezpieczeństwa Publicznego mógł delegować do Głównej Komisji i do Okręgowych Komisji przedstawicieli władz bezpieczeństwa celem współdziałania. 
W latach 1946–1950 Główna Komisja posiadała zagraniczną ekspozyturę, którą była Polska Misja Wojskowa Badania Zbrodni Niemieckich utworzona przy Sojuszniczej Radzie Kontroli Niemiec.
Do zadań Głównej Komisji należało:
- badanie i zbieranie materiałów dotyczących zbrodni niemieckich popełnionych w latach 1939–1945 w Polsce lub poza jej granicami w stosunku do obywateli polskich lub osób narodowości polskiej oraz w stosunku do cudzoziemców, którzy w tym czasie przebywali w Polsce,
- kierownictwo i uzgadnianie prac Okręgowych Komisji oraz wszystkich instytucji o pokrewnym zakresie działania i współpraca z Instytutem Pamięci Narodowej przy Prezydium Rady Ministrów,
- ogłaszanie materiałów i wyników badań dotyczących zbrodni niemieckich i rozpowszechnianie ich w kraju i za granicą oraz udostępnianie materiałów pokrewnym instytucjom zagranicznym.

Główna Komisja, Okręgowe Komisje oraz delegowane przez nie organy miały prawo do prowadzenia dochodzeń oraz badania świadków (w tym zakresie stosowało się odpowiednio przepisy Kodeksu postępowania karnego), korzystając z uprawnień władz sądowych. Czynności podjęte przez członków Głównej Komisji i Okręgowych Komisji posiadających uprawnienia prokuratorskie lub sędziowskie miały moc czynności sądowych, a protokoły – moc protokołów sądowych. Członkowie Głównej Komisji przy wykonywaniu swoich obowiązków mieli prawo do bezpłatnego korzystania z państwowych i samorządowych środków transportu na terenie całego państwa.
Organy bezpieczeństwa publicznego i milicji oraz administracji państwowej były obowiązane do wykonywania zleceń wydanych we właściwym zakresie przez komisje i ich organy. Wszystkie instytucje i osoby prywatne były obowiązane do przekazania Głównej Komisji lub Okręgowym Komisjom posiadanych przez nie materiałów dotyczących zbrodni niemieckich.
Budżet Głównej Komisji oraz Okręgowych Komisji wchodził jako dział odrębny do budżetu Ministerstwa Sprawiedliwości. Szczegółową organizację Głównej Komisji i Okręgowych Komisji określał statut zatwierdzony przez Ministra Sprawiedliwości w porozumieniu z ministrami Informacji i Propagandy, Spraw Zagranicznych oraz Bezpieczeństwa Publicznego. 
Komisja zmieniała w kolejnych latach kilkukrotnie nazwę:
- Główna Komisja Badania Zbrodni Niemieckich w Polsce (1945–1949)
- Główna Komisja Badania Zbrodni Hitlerowskich w Polsce (1949–1984)
- Główna Komisja Badania Zbrodni Hitlerowskich w Polsce – Instytut Pamięci Narodowej (1984–1991)
- Główna Komisja Badania Zbrodni przeciwko Narodowi Polskiemu – Instytut Pamięci Narodowej (1991–1999)[2].

Po czystce antysemickiej z marca 1968 Komisja wszczęła śledztwa w sprawie represji niemieckich wobec Polaków udzielających pomocy Żydom. Śledztwa te miały na celu wyłącznie udokumentowanie ofiar terroru, natomiast przedmiotem zainteresowania prokuratorów nie było wyjaśnienie okoliczności niemieckich zbrodni, w tym ustalenie przypadków polskiej współpracy z okupantem poprzez donosicielstwo lub inne formy udziału w zbrodniach.
W 2016 roku rozpoczęto publikowanie zdigitalizowanych zeznań składanych przed Komisją w internetowej bazie świadectw Zapisy Terroru.

## Działalność w ramach IPN

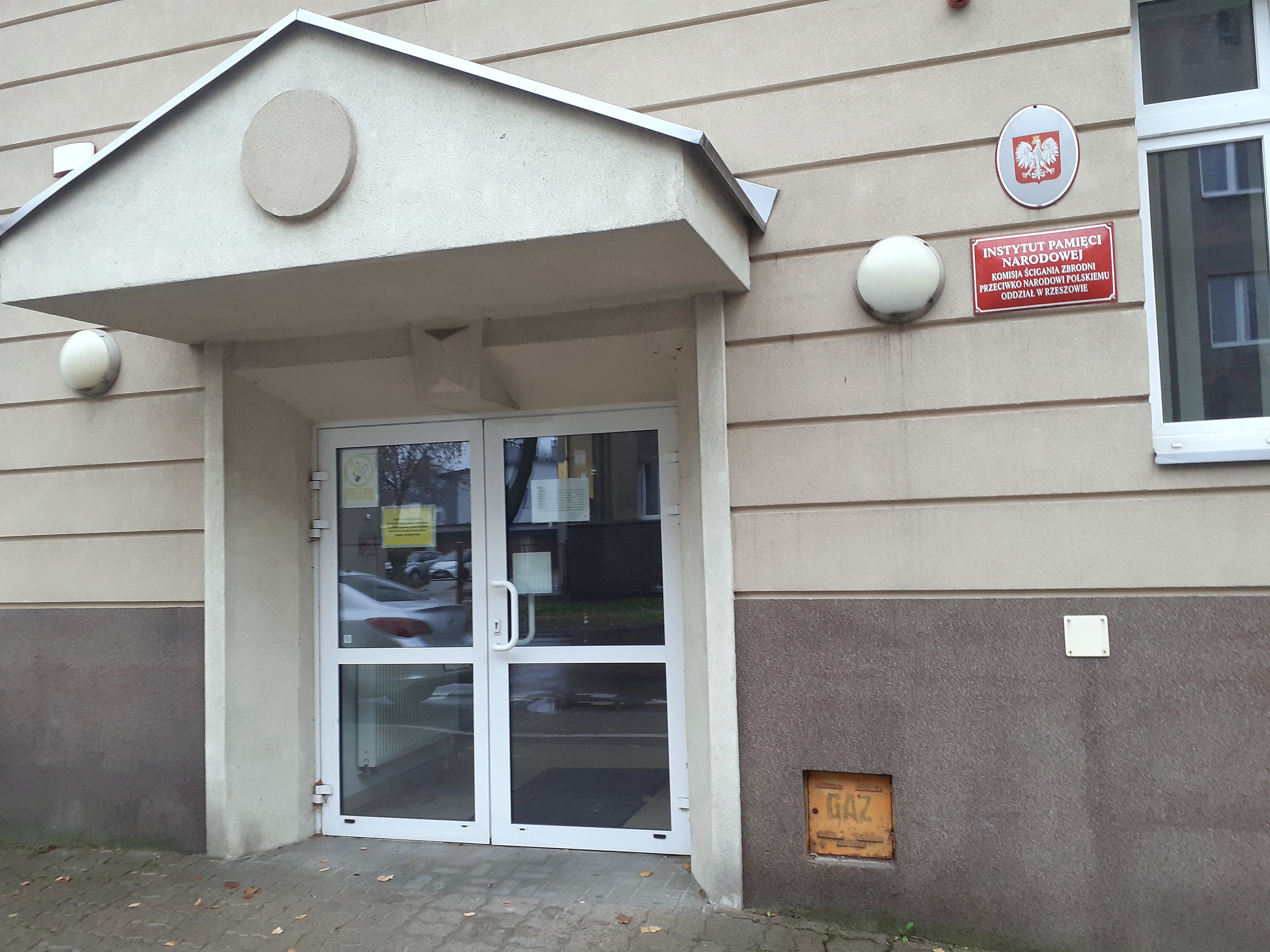
Siedziba oddziału komisji w Rzeszowie

W 1999 weszła w życie ustawa o Instytucie Pamięci Narodowej – Komisji Ścigania Zbrodni przeciwko Narodowi Polskiemu. Zadania Komisji, rozszerzone o badanie terroru komunistycznego, przejął w 1998 r. pion śledczy Instytutu Pamięci Narodowej. Komisję przekształcono w pion śledczy IPN, który rozpoczął prace w 2000 roku (7 sierpnia został powołany Dyrektor Głównej Komisji Witold Kulesza, który został odwołany 14 października 2006). 15 lutego 2007 na stanowisko Dyrektora Głównej Komisji powołano Dariusza Gabrela.
Prokuratorów Głównej Komisji, oddziałowych komisji oraz referatów śledczych delegatur IPN powołuje i odwołuje (na wniosek Prezesa Instytutu Pamięci Narodowej) Prokurator Generalny, zaś pracą jej kieruje Dyrektor Głównej Komisji Ścigania Zbrodni przeciwko Narodowi Polskiemu powoływany spośród prokuratorów Głównej Komisji przez Prezydenta RP na wniosek Prokuratora Generalnego w porozumieniu z Prezesem Instytutu Pamięci Narodowej. Dyrektor jest z urzędu zastępcą Prokuratora Generalnego, któremu podlega również dyrektor Biura Lustracyjnego.